# Reichertella montana
Reichertella montana är en tvåvingeart som först beskrevs av Cook 1957.  Reichertella montana ingår i släktet Reichertella och familjen dyngmyggor. Inga underarter finns listade i Catalogue of Life.